# Pierre Issa
Pierre Sanitarib Issa (Joanesburgo, 11 de setembro de 1975) é um ex-futebolista sul-africano de origem libanesa, que atuava como defensor. Ele defendeu a África do Sul nas Copas do Mundo de 1998 e 2002.

## Carreira
Issa representou o elenco da Seleção Sul-Africana de Futebol no Campeonato Africano das Nações de 2002 e 2006.
Marcou dois gols contra na Copa do Mundo de 1998.